# NGC 6888
NGC 6888 ist ein Emissionsnebel im Sternbild Schwan, der 4700 Lichtjahre von der Erde entfernt ist. Er wird auch Crescent Nebel, Sichelnebel oder Mondsichelnebel genannt. NGC 6888 wird von einem sogenannten Wolf-Rayet-Stern mit der Bezeichnung WR 136 beleuchtet. Vermutlich wurde das Gas des Nebels ebenfalls von diesem Stern abgestoßen.
Der Emissionsnebel NGC 6888 wurde am 15. Dezember 1792 vom deutsch-britischen Astronomen Wilhelm Herschel entdeckt.

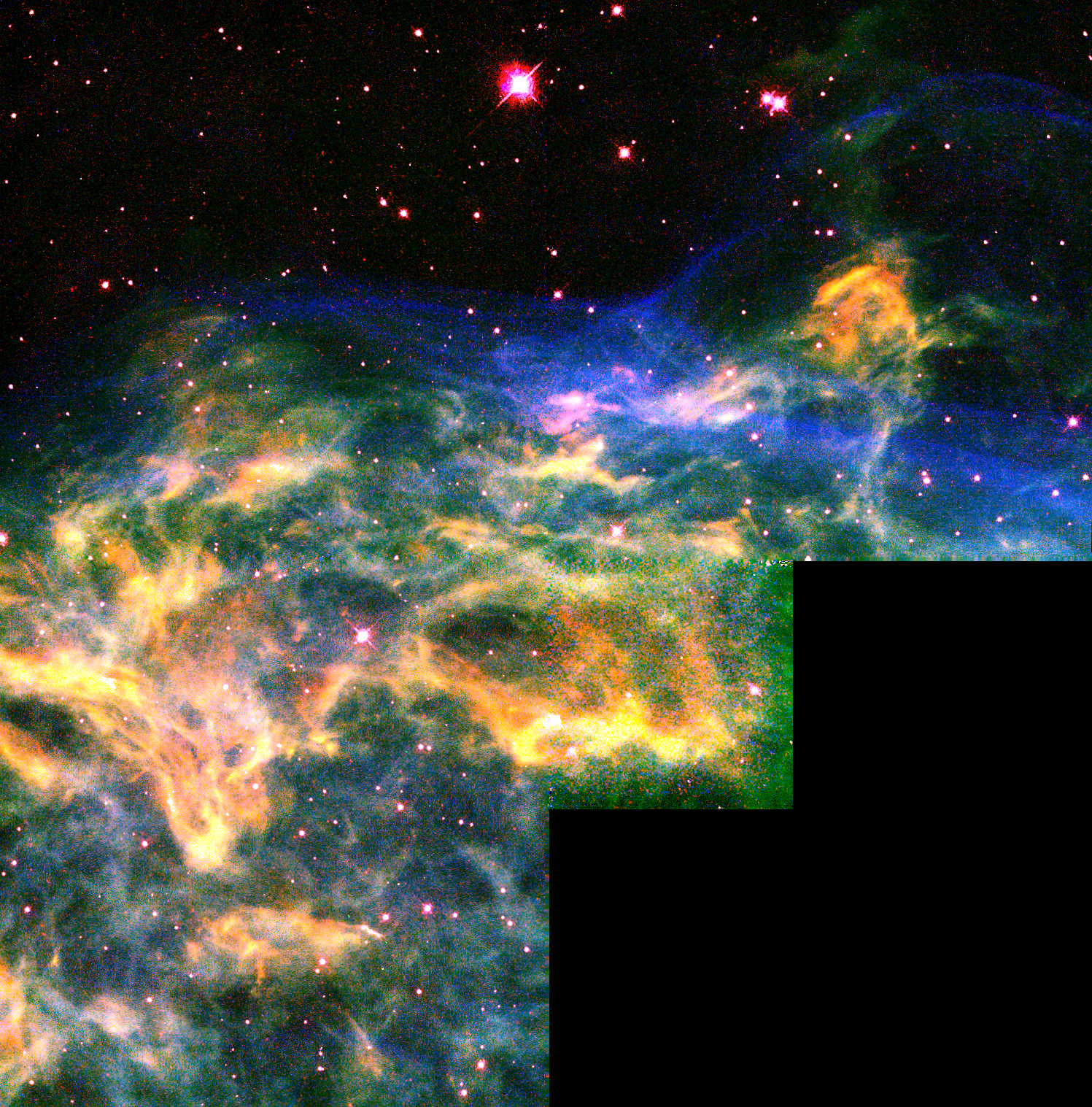
Teil des Emissionsnebels NGC 6888 aufgenommen vom Hubble-Weltraumteleskop
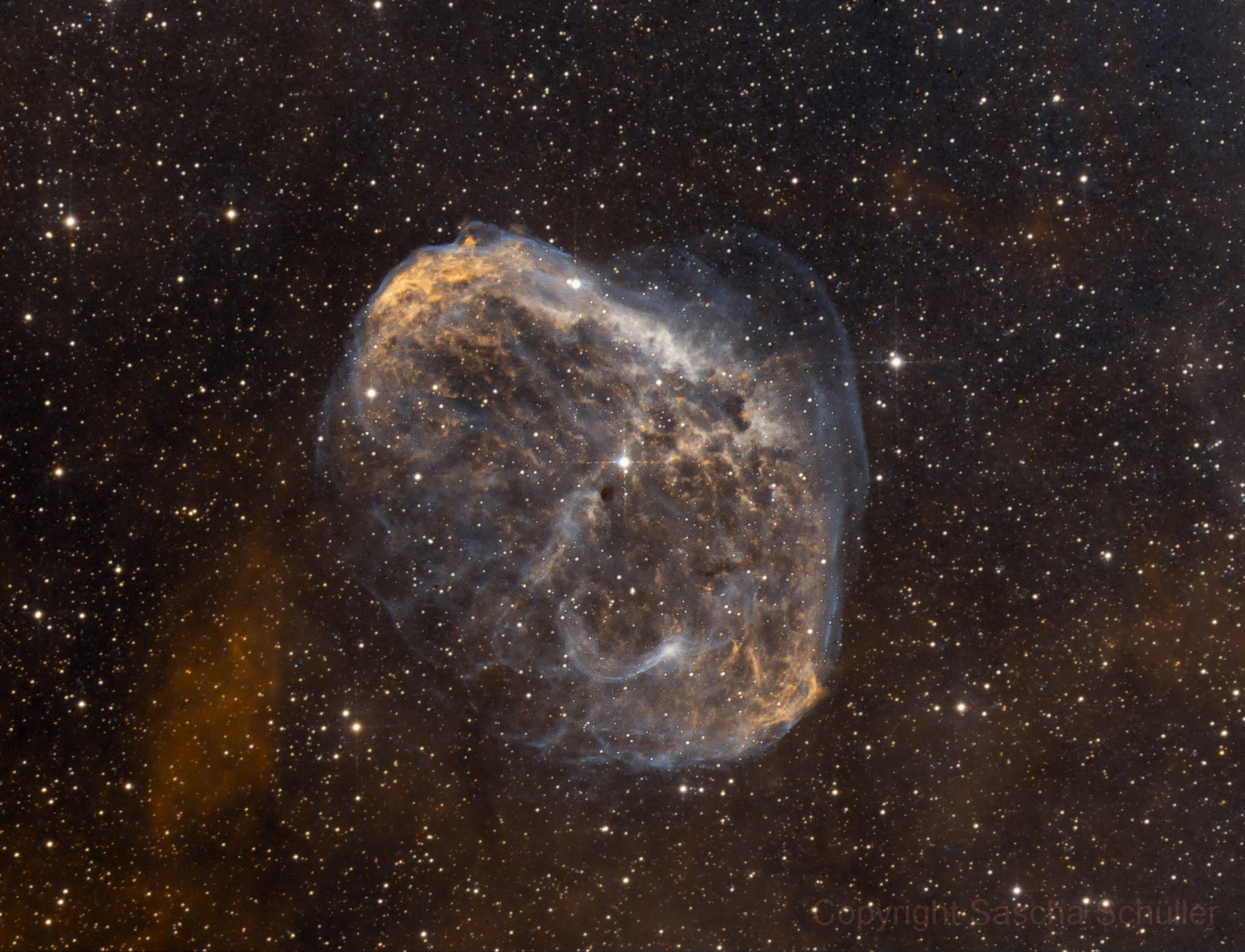
NGC 6888 BiColor-Aufnahme mit einem 40-cm-Newton-Teleskop
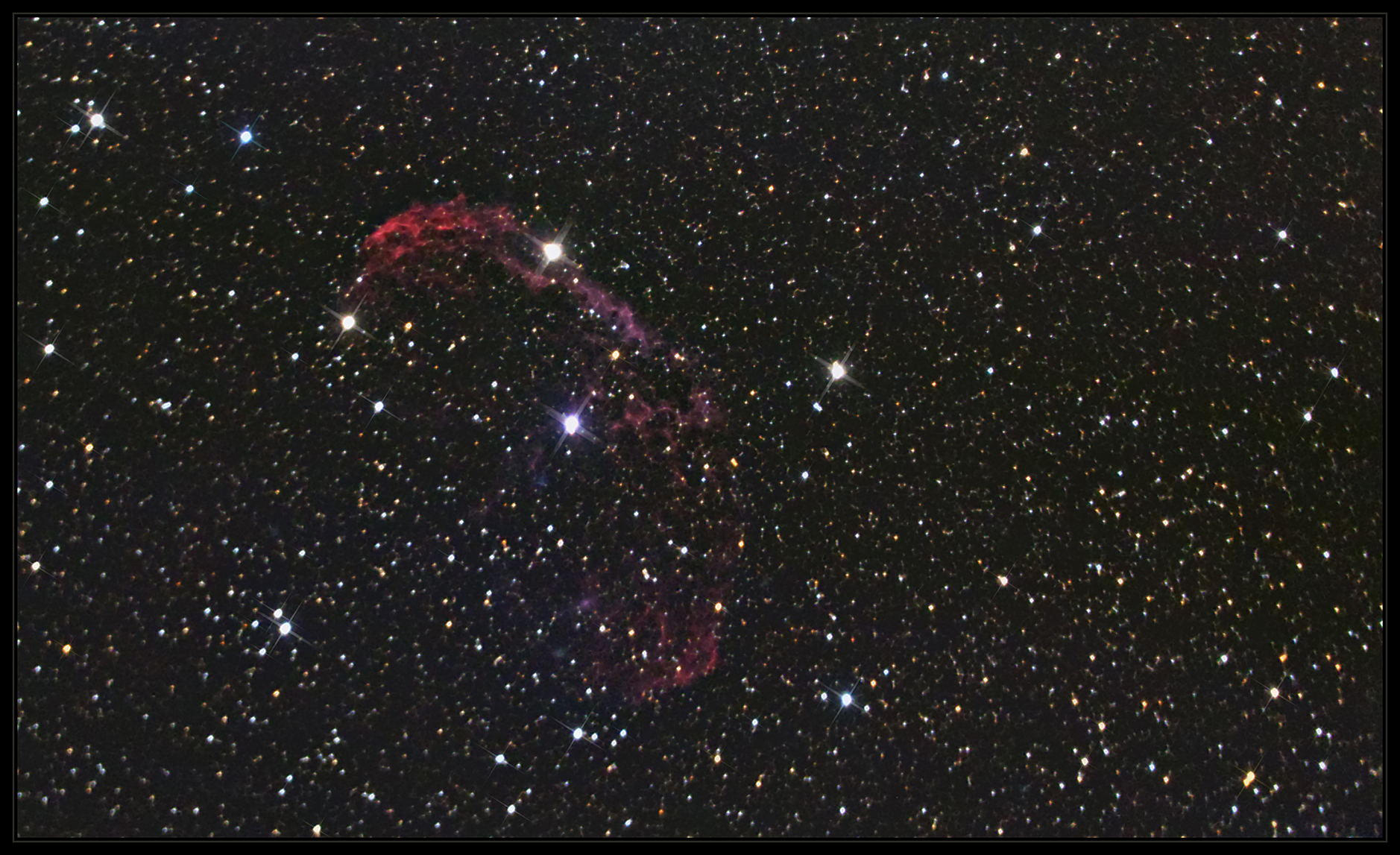
NGC 6888 durch ein 20-cm-Amateurteleskop fotografiert
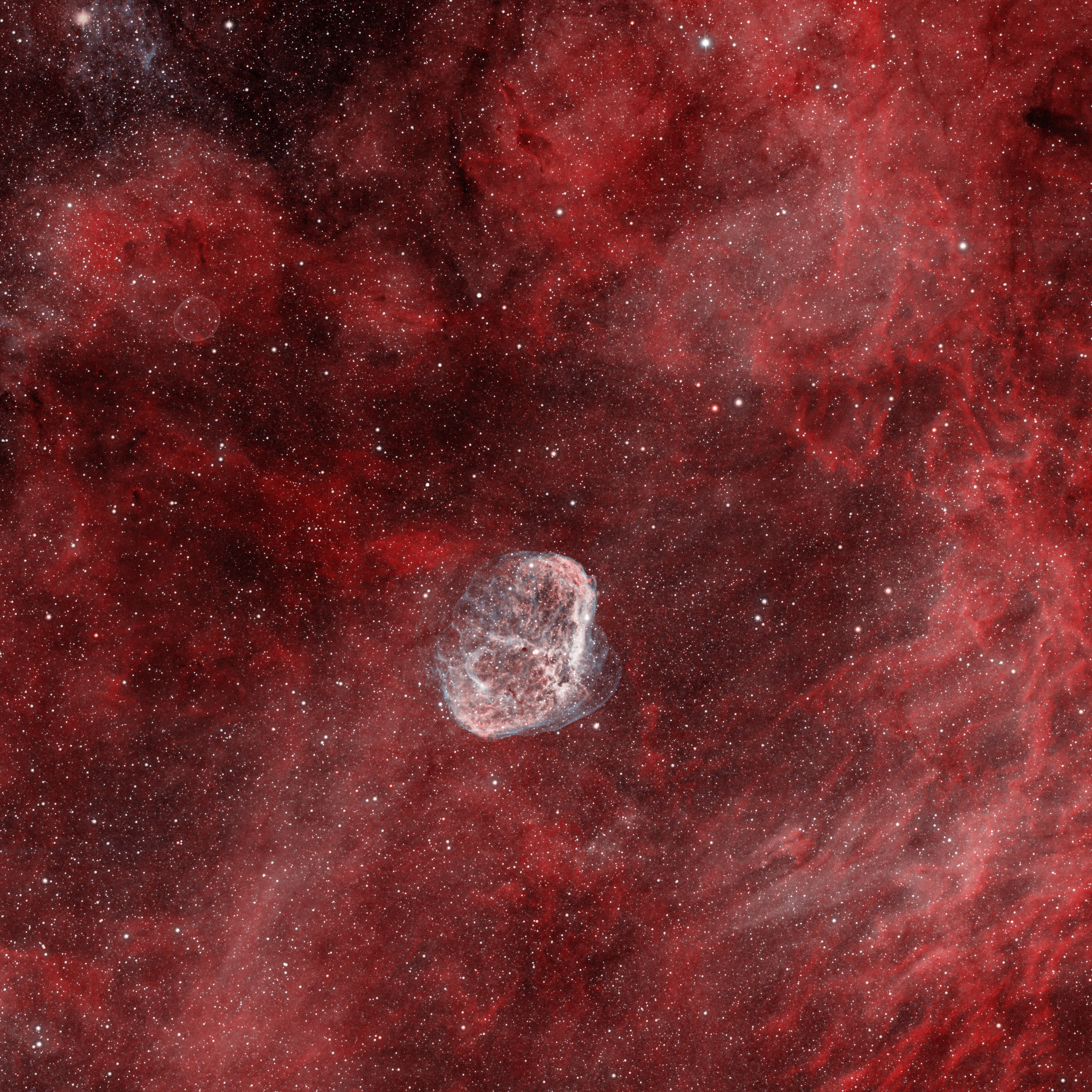
NGC 6888 Bicolor in Ha und OIII aufgenommen mit einem 100 mm Amateurteleskop.